# Андрієнко Юрій Олександрович (Герой України)
Юрій Олександрович Андрієнко (нар. с. Владиславка, Київська область) — український військовик, бригадний генерал Збройних сил України, учасник російсько-української війни. Герой України (2023).

## Життєпис
Учасник АТО/ООС.
Проходив службу на посадах командира батальйону, начальника штабу 169-го навчального центру «Десна»; начальником штабу — заступником командира (2018—2021), від 11 жовтня 2021 — командир 35-ї окремої бригади морської піхоти, яка до лютого 2022 прикривала кордон України уздовж самопроголошеного Придністров'я.
Від початку повномасштабного вторгнення військ продовжив керувати 35-ю окремою бригадою морської піхоти. Під його командуванням бригада зупинила ворога на Миколаївщині, а потім морпіхи відзначилися на херсонському напрямку під час звільнення правого берега Дніпра (2022).
На 2025 рік — заступник командира 30-го корпусу морської піхоти.

## Військові звання
- Бригадний генерал (14 липня 2025).[5]

## Нагороди
- звання Герой України з врученням ордена «Золота Зірка» (18 травня 2023) — за особисту мужність, виявлену у захисті державного суверенітету та територіальної цілісності України, самовіддане служіння Українському народові;[6]
- орден Богдана Хмельницького I ступеня (8 вересня 2023) — за особисту мужність, виявлену у захисті державного суверенітету та територіальної цілісності України, самовіддане виконання військового обов'язку;[7]
- орден Богдана Хмельницького II ступеня (7 квітня 2023) — за особисту мужність, виявлену у захисті державного суверенітету та територіальної цілісності України, самовіддане виконання військового обов'язку;[8]
- орден Богдана Хмельницького III ступеня (17 травня 2019) — за значні особисті заслуги у захисті державного суверенітету та територіальної цілісності України, громадянську мужність, самовідданість у  відстоюванні конституційних засад демократії, прав і свобод людини, вагомий внесок у культурно-освітній розвиток держави, активну волонтерську діяльність.[9]